# Saint-Ambroix (Cher)
Saint-Ambroix ist eine französische Gemeinde mit 375 Einwohnern (Stand: 1. Januar 2022) im Département Cher in der Region Centre-Val de Loire. Sie gehört zum Arrondissement Bourges und zum Kanton Chârost. 

## Geographie
Saint-Ambroix liegt etwa 32 Kilometer westsüdwestlich von Bourges am Arnon. An der östlichen Gemeindegrenze verläuft der Nebenfluss Pontet. Umgeben wird Saint-Ambroix von den Nachbargemeinden Saugy im Norden, Civray im Nordosten, Primelles im Osten und Südosten, Mareuil-sur-Arnon im Südosten, Ségry im Süden, Chouday im Westen und Südwesten sowie Issoudun im Westen und Nordwesten.

## Bevölkerungsentwicklung
| Jahr                      | 1962 | 1968 | 1975 | 1982 | 1990 | 1999 | 2006 | 2013 |
| Einwohner                 | 524  | 496  | 409  | 406  | 386  | 374  | 392  | 398  |
| Quelle: Cassini und INSEE |      |      |      |      |      |      |      |      |

## Gemeindepartnerschaften
Saint-Ambroix (Cher) und Civray haben 1986 eine Partnerschaft mit Wildpoldsried in Bayern geschlossen.

## Sehenswürdigkeiten

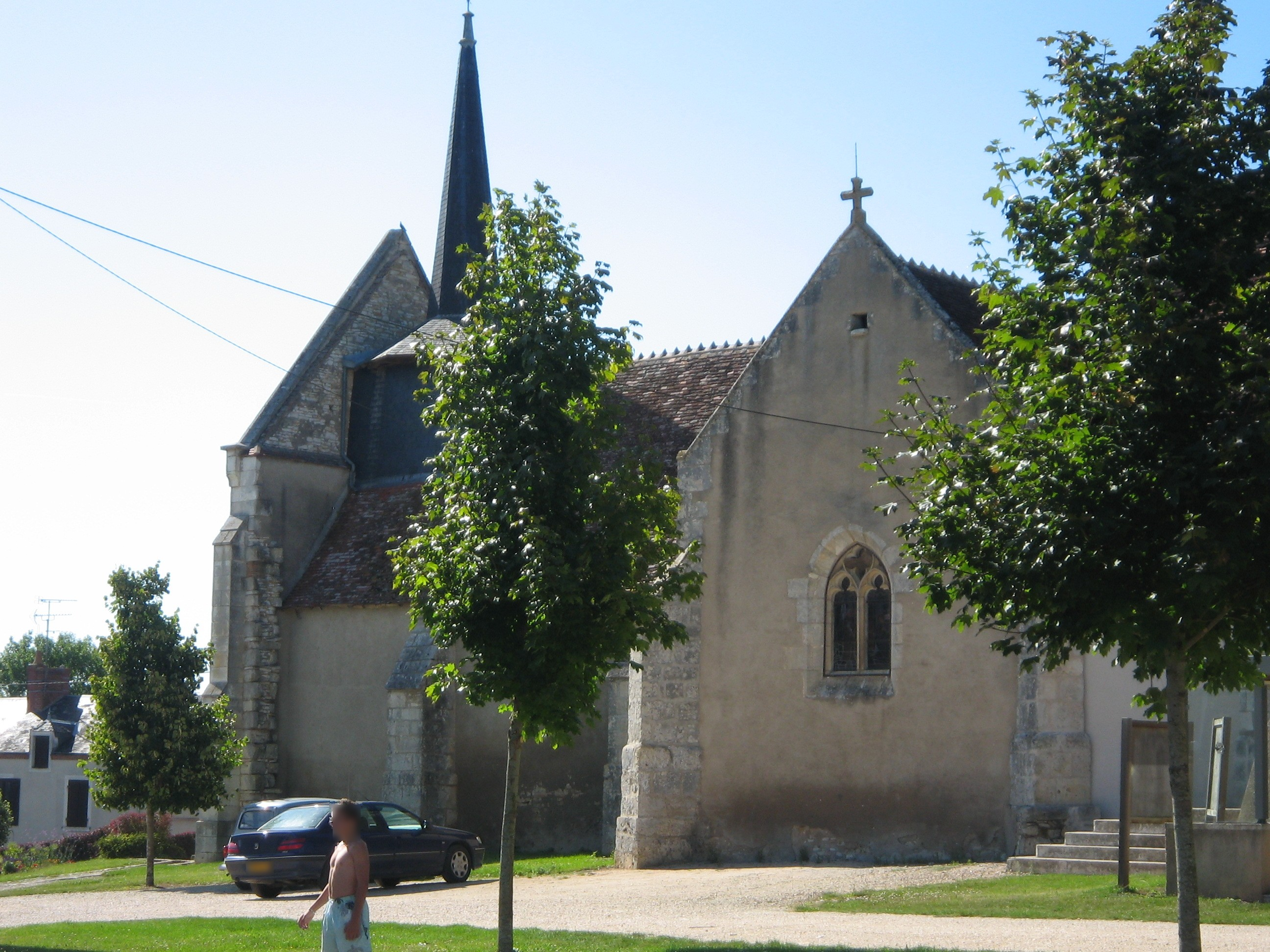
Kirche Saint-Ambroix

- Kirche Saint-Ambroix aus dem 12. Jahrhundert, im 19. Jahrhundert umgebaut (Liste der Monuments historiques in Saint-Ambroix (Cher))